# Донскис, Леонидас
Леони́дас До́нскис (лит. Leonidas Donskis; 13 августа 1962, Клайпеда — 21 сентября 2016, Вильнюс) — литовский философ

 и публицист, историк идей, общественный деятель, в 2009—2014 годы был членом Европейского парламента.

## Биография
Родился в литовской еврейской семье. Окончил Литовскую государственную консерваторию (впоследствии — Литовская академия музыки и театра) по специальности филология и театр, а затем продолжил обучение в Вильнюсском университете. Получив свою первую докторскую степень по философии, он позже получил вторую докторскую степень по социальной и этической философии в Хельсинкском университете.
В Европарламенте (2009—2014) входил в состав Альянса либералов и демократов за Европу (ALDE), третьей по величине парламентарной политической группы. Входил в состав комитета по развитию и Субкомитета по правам человека, а также комитета парламентского сотрудничества ЕС, Армении, Азербайджана и Грузии, делегации Парламентарной ассамблеи ЕвроНест (EURONEST). Был одним из руководителей еврейской общины Литвы.
Основные научные интересы были связаны с философией истории, философией культуры, философией литературы, философией социальных наук, теорией цивилизации, политической теорией, историей идей и исследованиями в Центральной и Восточной Европе.
Почётный доктор нескольких европейских университетов, в том числе Университета Брадфорда (Великобритания), профессор Университета Витовта Великого в Каунасе. Автор более тридцати монографий, работы переведены на пятнадцать иностранных языков.
Скоропостижно скончался в аэропорту Вильнюса от сердечного приступа. В аэропорту Донскис ожидал рейса в Петербург, где должна была пройти презентация вышедшей в «Издательстве Ивана Лимбаха» его книги «Малая карта опыта». Это был бы его первый приезд в Россию с 1990 года.